# Ahead Rings Out
Ahead Rings Out è il primo album dei Blodwyn Pig, pubblicato dalla Island Records nel giugno del 1969.

## Tracce
Brani composti da Mick Abrahams, tranne dove indicato
Lato A
1. It's Only Love – 3:20
2. Dear Jill – 5:15
3. Sing Me a Song That I Know – 3:07
4. The Modern Alchemist – 6:20 (Jack Lancaster)

Lato B
1. Up and Coming – 5:27 (Mick Abrahams, Jack Lancaster, Andy Pyle, Ron Berg)
2. Leave It with Me – 4:51 (Jack Lancaster)
3. Change Song – 3:39
4. Backwash – 1:02 (Mick Abrahams, Jack Lancaster, Andy Pyle, Ron Berg)
5. Ain't Ya Coming Home? – 6:00 (Mick Abrahams, Jack Lancaster, Andy Pyle)

Album versione Stati Uniti, pubblicato nel 1969 dalla A&M Records (SP-4210)
Lato A
1. It's Only Love – 3:22 (Mick Abrahams)
2. Dear Jill – 5:08 (Mick Abrahams)
3. Walk on Water – 3:43 (Mick Abrahams)
4. The Modern Alchemist – 5:34 (Jack Lancaster)

Lato B
1. See My Way – 5:00
2. Summer Day – 3:43
3. Change Song – 3:42
4. Backwash – 0:51 (Mick Abrahams, Jack Lancaster, Andy Pyle, Ron Berg)
5. Ain't Ya Coming Home? – 5:35 (Mick Abrahams, Jack Lancaster, Andy Pyle)

Edizione CD del 2006, pubblicato dalla EMI Records
1. It's Only Love – 3:23 (Mick Abrahams)
2. Dear Jill – 5:19 (Mick Abrahams)
3. Sing Me a Song That I Know – 3:08 (Mick Abrahams)
4. The Modern Alchemist – 5:38 (Jack Lancaster)
5. Up and Coming – 5:31 (Mick Abrahams, Jack Lancaster, Andy Pyle, Ron Berg)
6. Leave It with Me – 3:52 (Jack Lancaster)
7. The Change Song – 3:45 (Mick Abrahams)
8. See My Way – 5:06 (Mick Abrahams)
9. Ain't Ya Coming Home, Babe? – 6:04 (Mick Abrahams, Jack Lancaster, Andy Pyle)
10. Sweet Caroline – 2:51 (Mick Abrahams) – Bonus Track
11. Walk on the Water – 3:42 (Mick Abrahams) – Bonus Track
12. Summer Day – 3:44 (Mick Abrahams, Andy Pyle) – Bonus Track
13. Same Old Story – 2:36 (Mick Abrahams) – Bonus Track
14. Slow Down – 4:20 (Larry Williams) – Bonus Track
15. Meanie Mornay – 4:45 (Mick Abrahams) – Bonus Track
16. Backwash – 0:53 (Mick Abrahams, Jack Lancaster, Andy Pyle, Burp (Ron Berg)) – Bonus Track

- Brani da nr.1 a nr.9 e nr.16, registrati al Morgan Studios di Londra nell'aprile del 1969
- Brano nr. 10 lato B (Dear Jill sul lato A) del singolo realizzato dalla Island Records (WIP 6059) nel maggio del 1969
- Brani 11 e 12 pubblicati come singolo dalla Island Records (WIP 6069) nell'ottobre del 1969
- Brani 13 e 14 pubblicati come singolo dalla Chrysalis Rec. e dalla Island Records (WIP 6078) nel maggio del 1969
- Brano nr.15 registrato nella sessione di Getting to This (1970)
- Brano nr.16 dall'album Ahead Rings Out, versione UK[4]

## Musicisti
- Mick Abrahams - chitarra, voce
- Jack Lancaster - flauto, violino, sassofono
- Andy Pyle - basso
- Ron Berg - batteria